# Postre de músico
El postre de músico o semilla de cura es un postre tradicional español muy simple, que consiste en un puñado de frutos secos variada, típicamente almendra marcona y alargada, avellana y piñones, a menudo acompañado de un vasito de moscatel. A veces puede contener otros frutos secos e incluso hay versiones que incluyen fruta desecada, como pasas, albaricoques o higos. La presentación usual suele ser en un plato de postre, con el vaso en medio y los diferentes tipos de frutos secos alrededor, separados por tipo. El moscatel se puede sustituir por un vino rancio o vino dulce.
En algunas comarcas catalanas existe una torta dulce que, según el lugar, puede llamarse torta de músico, postre de músico, nyoca o semilla de cura. Se trata de una torta de lata tradicional que contiene fruta seca y que está cubierta de frutos secos y azúcar.

## Origen
Un posible origen de este postre y de su nombre es, según la cultura popular, que es lo que se solía ofrecer a músicos callejeros que animaban los pueblos. Otro diferente pero no excluyente es que esto es lo que comían los músicos y en general la gente del mundo del espectáculo (cantantes, actores, etc.) en el teatro mismo, justo antes de salir o quizás los entreactos o entre dos apariciones en el escenario, ya que no tenían tiempo de comer toda la cena en casa y debía ser algo frugal, que se pudiera comer de pie o al calentamiento o últimos ensayos y sin mancharse la ropa ni el maquillaje.

## Preparaciones similares
En Provenza, Occitania (Francia), el día de Navidad, es típico comer lo que llaman "13 postres", que consiste en poner sobre la mesa trece opciones de merienda diferentes, la mayoría ejemplares de frutos secos, aunque puede haber también fruta fresca y otras comidas. Aquí, sin embargo, cada tipo de fruta seca cuenta como un postre distinto.

En la por ejemplo es muy habitual contar con platos de frutos secos diversos, a veces compuestas sólo de fruta desecada.
Existen también en el mercado bolsitas de aperitivos, popularmente conocidas como "mezcla", con frutos secos salados variados, que se suelen comer entre horas o al aperitivo. Este sin embargo, suelen contener pipas de girasol y maíz tostado y salado (quicos), que no están presentes en los postres de músico. Además, por razones de unificación de gustos a nivel mundial y de mayores márgenes de beneficios, cada vez es más habitual que contengan otros productos como cacahuetes con cáscara, coco secado, fruta confitada y troceada, etc.

## Literatura
Postre de músico es también una recopilación de cuentos breves de Jesús María Tibau i Tarragó, que ganó la XXXIX edición del Premio Marian Vayreda de la ciudad española de Olot.